# Тризомија
Тризомија је нумеричка аберација, анеуплоидија,  хромозома  при којој се у диплоидној телесној ћелији уместо пара налазе три појединачна хромозома.  У укупном броју ћелија има један хромозом више од нормалног броја за ту биолошку врсту, а фенотипски се то одражава као одређено обољење.
Најчешће тризомије у хуманој популацији су:
1. међу аутозомима су то:
- тризомија 21, која фенотипски даје Даунов синдром
- тризомија 13, чија је последица Патауов синдром
- тризомија 18 узрок Едвардсовог синдрома

2. међу полним хромозомима:
- тризомија Х хромозома жене,  синдром троструког Х
- дизомија Х хромозома мушкарца која узрокује Клинефелтеров синдром
- дизомија Y хромозома мушкарца која узрокује двоструки Y синдром